# Домери
Домери (фр. Dommery) насеље је и општина у североисточној Француској у региону Шампањ-Арден, у департману Ардени која припада префектури Шарлвил Мезјер.
По подацима из 2011. године у општини је живело 185 становника, а густина насељености је износила 17,35 становника/km². Општина се простире на површини од 10,66 km². Налази се на средњој надморској висини од 220 метара.

## Демографија
| 1962. | 1968. | 1975. | 1982. | 1990. | 1999. | 2011. |
| ----- | ----- | ----- | ----- | ----- | ----- | ----- |
| 162   | 191   | 164   | 150   | 166   | 175   | 185   |

График промене броја становника у току последњих година